# Calyptotheca parcimunita
Calyptotheca parcimunita är en mossdjursart som beskrevs av Harmer 1957. Calyptotheca parcimunita ingår i släktet Calyptotheca och familjen Parmulariidae. Inga underarter finns listade i Catalogue of Life.